# Microterys unicoloris
Microterys unicoloris är en stekelart som beskrevs av Xu 2000. Microterys unicoloris ingår i släktet Microterys och familjen sköldlussteklar. Inga underarter finns listade i Catalogue of Life.